# Валя-Римнікулуй (комуна)
Валя-Римнікулуй (рум. Valea Râmnicului) — комуна у повіті Бузеу в Румунії. До складу комуни входять такі села (дані про населення за 2002 рік):
- Валя-Римнікулуй (2157 осіб) — адміністративний центр комуни
- Оряву (2362 особи)
- Рубла (1267 осіб)

Комуна розташована на відстані 127 км на північний схід від Бухареста, 29 км на північний схід від Бузеу, 77 км на захід від Галаца, 116 км на схід від Брашова.

## Населення
За даними перепису населення 2002 року у комуні проживали 5786 осіб, усі — румуни. Усі жителі комуни рідною мовою назвали румунську.
Склад населення комуни за віросповіданням:
| Релігія       | Кількість осіб | Відсоток |
| ------------- | -------------- | -------- |
| православні   | 5771           | 99,7%    |
| адвентисти    | 12             | 0,2%     |
| римо-католики | 1              | < 0,1%   |
| реформати     | 1              | < 0,1%   |
| бретрени      | 1              | < 0,1%   |